# ゆめいるか
ゆめいるかは海洋研究開発機構が研究・開発を行っている深海巡航自律型無人潜水機(AUV)である。

## 概要
2012年4月に完成した自律型無線探査機（AUV）。2016年に竣工した新型の海底広域研究船「かいめい」に搭載された。同じくAUVである「うらしま」等の研究を活かし開発された。主に海底資源調査に使用される予定である。

## スペック
- 全長：5m[4]
- 全幅：1.2m
- 高さ：1.2m
- 水中最大重量：2.7トン
- 最大深度：3000m
- 航行時間：16時間
- 速力：2～3ノット
- 航行方式：コンピュータ制御による全自動航行

## 各種装置
- 音響通信装置
- CTD測定装置
- pHセンサー
- サブボトムプロファイラー
- インターフェロメトリ合成開口ソナー